# لي سيم
لي سيم (هانغل:이샘 ولدت في 5 مايو 1987) هي عارضة أزياء ومغنية سابقة في فرقة الفتيات الكورية الجنوبية ناين ميوسز, خرجت من الفرقة سنة 2014 لتواصل أنشطتها المنفردة تحت إسمها الحقيقي لي هيونجو. 

## الإعلانات
- 2010년 틱탁톡 ID
- حديقة ونقجين المائية 2010

## جوائز
- المركز الأول في مسابقة عارضة الأزياء الخارقة 2007.
- المركز الأول في مسابقة عارضة أزياء أسيا والمحيط الهادئ 2008.

## وصلات خارجية
- لي سيم على موقع ميوزك برينز (الإنجليزية)
- لي سيم على موقع ديسكوغز (الإنجليزية)

- 이현주 على تويتر.
- قالب:싸이월드싸이월드